# Casa Bonacolsi

Brasão dos Bonacolsi.

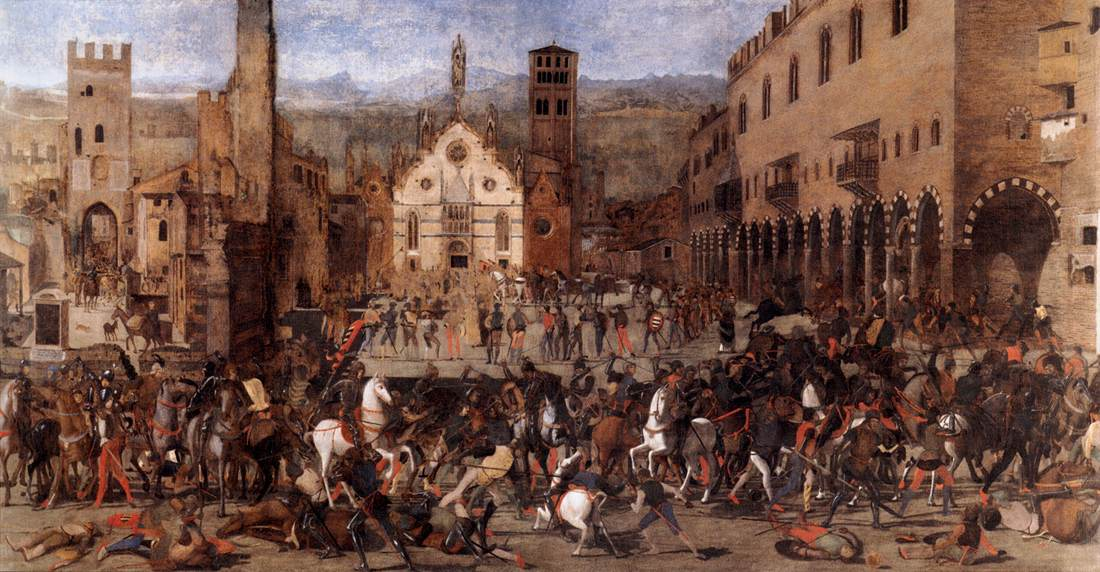
A expulsão dos Bonacolsi
óleo de Domenico Morone no Palácio ducal de Mântua.

A família Bonacolsi (ou Buonacossi), cujo nome poderá ter derivado de buona causa, foram os primeiros senhores de Mântua, abrindo caminho para a formação do ducado de Mântua e para o aparecimento da poderosa Casa de Gonzaga que o governaria durante vários séculos. A família pertenceu à facção dos guelfos, tendo dominado a cidade de Mântua entre o fim do século XIII e a primeira metade do século XIV, governando-a de 1276 a 1328.
Governaram Mântua os seguintes membros da família (1276-1328):
- 1276-1291 : Pinamonte
- 1291-1299 : Bardellone, filho do precedente
- 1299-1309 : Guido, sobrinho do precedente
- 1309-1328 : Rinaldo, il Passerino, irmão do precedente

O seu governo cessou com a chegada ao poder de Luigi I Gonzaga, que abriu caminho à dinastia dos Gonzaga.

## Linha de sucessão dos Bonacolsi em Mântua
```
Pinamonte

│
├─>
Bardellone

│
└─>
Giovanni (não reinante)

   │
   ├─>
Guido 
Boticella

   │
   └─>
Rinaldo 
il Passerino
```